# Загальні вибори в Новій Зеландії 2020
Зага́льні ви́бори у Нові́й Зела́ндії 2020 ро́ку пройдуть після того, як 52-й парламент Нової Зеландії, обраний на теперішній час, буде розпущений або завершить термін повноважень. Прем'єр-міністр Джасінда Ардерн оголосила суботу, 19 вересня 2020 року, днем виборів, але були перенесені через пандемію коронавірусу. Зрештою вибори пройшли 17 жовтня 2020 року.
Виборці обрали 120 депутатів до Палати представників за змішаною виборчою системою та пропорційним представництвом, в якій 72 депутата обираються в одномандатних округах, 48 — за закритими партійними списками.
Після попередніх виборів лівоцентристська Лейбористська партія на чолі з прем'єр-міністеркою Джасіндою Ардерном утворила коаліційний уряд меншості з партією New Zealand First, з домовленістю про довіру й підтримку з боку Партії зелених. Головним суперником уряду є правоцентристська Національна партія на чолі з Тоддом Мюллером. Партія ACT є єдиною партією, що не належить до жодного табору, представлена одним депутатом.
У той же час планується провести референдум з питань особистого вживання марихуани та евтаназії, який відбудеться після прийняття в третьому читанні законопроєкту про вибір кінця життя.